# Frédéric Gaussen
Pour les articles homonymes, voir Gaussen.
Frédéric Gaussen, né le 21 février 1937 à Paris, est un journaliste français.

## Biographie

### Famille
Les parents de Frédéric Gaussen sont l'écrivain Ivan Gaussen et l'artiste Jacqueline Gaussen Salmon. Il est donc le frère de la pianiste Françoise Gaussen épouse de Michel Garcin directeur artistique chez Erato. 

### Carrière
Journaliste au journal Le Monde de 1964 à 1994, il a dirigé la rubrique universitaire, et, en 1974, participe à la création du Monde de l'éducation. Il a été président de l'Association des journalistes universitaires. 
Frédéric Gaussen s'est aussi intéressé à la représentation de Paris par les artistes peintres, tant dans l'histoire qu'aujourd'hui. Il a publié plusieurs livres à ce sujet, comme auteur, dont certains parus dans la maison d'édition fondée par son fils David.

## Ouvrages
- Jacqueline Gaussen Salmon, Adam Biro, 1998
- Le 4e arrondissement vu par les peintres, Adam Biro, 1998
- Le 5e arrondissement vu par les peintres, Adam Biro, 1998
- Les enfants perdus du XXe siècle, PUF, 2000
- Visites d'ateliers, Adam Biro, 2002
- Paris des peintres, Adam Biro, 2002
- Le peintre et son atelier, les refuges de la création, Paris, XVIIe – XXe siècle, Parigramme, 2006
- Guide des peintres à Paris, Adam Biro/Editions du Patrimoine, 2010
- Le Gard vu par les peintres, Éditions Gaussen, 2009
- "Peintres de Marseille. Histoire d'une collection", Editions Gaussen, 2013
- "Sommières et ses peintres," Editions Gaussen, 2015
- Claude Bonin-Pissarro, Frédéric Gaussen, Le peintre en son jardin, éditions Gaussen, 2017,  (ISBN 2356981101 et 9782356981103)
- Durrell à Sommières, Marseille, Gaussen, 2018  (ISBN 978-2-35698-116-5)